# Yandex
Yandex (en rus: Я́ндекс; NASDAQ: YNDX
: YNDX) és el nom d'un cercador web de Rússia, i al seu torn el portal web més visitat del país, els llocs web del qual atreuen diàriament més de 12 milions d'usuaris (a partir del començament de 2009) de Rússia, Ucraïna i altres països de l'ex-URSS.
Yandex va començar a funcionar el 1997. El seu nom es deriva de l'anglès "Yet Another iNDEXer" (Un altre indexador més). La lletra russa "Я" també és el pronom singular de primera persona en rus, igual que la lletra I en anglès, la qual cosa fa de Яndex un joc de paraules bilingüe amb la paraula index, 'índex'.